# 라이언스게이트 캐나다
라이언스게이트 캐나다(Lionsgate Canada)는 캐나다의 엔터테인먼트 회사이자 라이언스게이트 스튜디오의 자회사이다. 토론토에 본사를 두고 있으며, 주로 영화 및 텔레비전 시리즈의 인수 및 제작에 참여한다.
이 회사는 1973년 6월 1일 캐나다 음악 유통사 레코즈 온 휠즈 리미티드로 시작했다. 음악 소매업체 CD 플러스에 인수된 후, 이 회사는 ROW 엔터테인먼트가 되었고, 운영 담당 부사장인 대런 스룹이 사장 겸 CEO가 되었다. ROW는 나중에 미국 음악 및 홈 엔터테인먼트 유통사 코흐 엔터테인먼트를 인수했다. 2007년에는 현재 엔터테인먼트 원으로 알려진 이 회사가 캐나다 유통사 레 필름 세비야와 얼라이언스 필름스를 포함한 다른 제작사 및 영화 배급사를 인수하기 시작했다. 2015년까지 eOne은 앰블린 파트너스에 투자하고 더 마크 고든 컴퍼니의 지분을 인수하는 등 미국 사업을 확장하기 시작했다.
2019년 12월 30일, eOne은 미국 완구 및 엔터테인먼트 회사 해즈브로에 40억 달러에 인수되었다. 이 회사는 해즈브로 산하에서 삭감을 겪었는데, 해즈브로는 eOne의 오리지널 음악 유통 사업(현재 MNRK 뮤직 그룹)을 2021년 4월 26일 블랙스톤에 매각하고, 2022년 6월 29일과 2023년 7월 17일 호주, 캐나다, 스페인, 영국에서 극장 배급 사업을 폐쇄했다. 이러한 삭감은 인수 후 페파피그와 같은 eOne의 어린이 엔터테인먼트 브랜드와 강하게 연관되지 않은 엔터테인먼트 자산을 매각하려는 계획의 일부였으며, 이들은 해즈브로의 지식 재산권 및 상품화 사업에 편입될 예정이었다.
2023년 8월 3일, 해즈브로는 eOne의 자산을 라이언스게이트(현재는 스타즈 엔터테인먼트로 알려진 또 다른 캐나다 기반 사업)에 5억 달러에 매각할 것이라고 발표했다. 이 거래는 2023년 12월 27일에 완료되었다. 회사의 자산은 그 후 재편성되어, 주요 부서는 처음에는 eOne 캐나다가 되었다가 현재의 이름으로 변경되었다. eOne 필름스는 라이언스게이트 필름스 산하에 놓였고, eOne 텔레비전은 다른 자산들과 합병되어 라이언스게이트 텔레비전이 되었으며, eOne의 논스크립트 제작 자산은 새로 형성된 라이언스게이트 얼터너티브 텔레비전으로 이전되었다.
2024년 5월, 라이언스게이트는 영화 및 텔레비전 사업(이 회사를 포함)을 라이언스게이트 스튜디오로 분사했다.

## 역사

### 설립
이 회사는 음악 유통사인 레코즈 온 휠즈 리미티드(1973년 6월 1일 비토 이룰로와 돈 이룰로 형제에 의해 설립됨)와 음악 소매 체인 CD 플러스에서 시작되었다. 이 체인은 음악 및 홈 비디오 도매 사업을 강화하기 위해 다른 회사를 인수하는 과정에 있었고, 2001년 6월 11일 ROW를 인수했다. CD 플러스가 그의 노바스코샤 기반 레코드 가게 체인 어반 사운드 익스체인지를 인수한 후, 운영 담당 부사장인 대런 스룹이 이 회사에 합류했다. 합병된 회사는 나중에 ROW 엔터테인먼트로 알려졌고, 스룹이 사장 겸 CEO를 맡았다. 이 회사는 토론토 증권거래소에 소득 신탁으로 상장되었는데, 이는 세금을 회사 자체가 아닌 주주들이 납부한다는 의미이다.
2005년 6월 1일, 미국 독립 음악 배급사 및 홈 엔터테인먼트 출판사인 코흐 엔터테인먼트를 인수했다. 그 후 엔터테인먼트 원 인컴 펀드로 재편성되었다. 2007년 3월 29일, 이 회사는 확장을 위한 자금 조달을 위해 마윈 인베스트먼트 매니지먼트의 1억 8,800만 달러 공개 주식 인수를 수락했다. 이 회사는 런던의 얼터너티브 인베스트먼트 마켓에 엔터테인먼트 원 리미티드로 상장되었다.

### 확장
2007년 6월 14일, 엔터테인먼트 원은 몬트리올 기반 영화 배급사 세비야 픽처스와 영국 배급사 컨텐더 엔터테인먼트 그룹을 인수했다. 컨텐더 엔터테인먼트 그룹에는 런던에 기반을 둔 단명 출판 부문인 컨텐더 북스가 포함되어 있었다. 같은 해, 이 회사는 캐나다와 영국에서 배급을 담당하는 서밋 엔터테인먼트와 첫 영화 제작 계약을 체결했다. 인수는 2008년 1월 9일 베네룩스 배급사 RCV 엔터테인먼트를 인수하면서 계속되었다. 같은 해, 엔터테인먼트 원은 텔레비전 스튜디오인 블루프린트와 바르나-알퍼, 그리고 국제 텔레비전 배급사인 오아시스 인터내셔널을 인수했다. 또한 2008년 7월 4일, 이 회사는 런던 증권거래소에 상장되었다.
2009년 1월 22일, 엔터테인먼트 원 인컴 펀드는 잠시 E1 엔터테인먼트로 리브랜딩했다. 이 기간 동안 E1은 러버 덕 엔터테인먼트를 E1 키즈로 편입시켰는데, 이는 나중에 "eOne 패밀리 & 브랜드" 부문이 되었다. E1은 2010년 7월 16일 엔터테인먼트 원 브랜딩으로 돌아갔고, 제목에서 "인컴 펀드"를 삭제하고 eOne이라는 약어를 채택했다.
2011년 4월 12일, eOne은 호주 배급사 홉스코치를 1,290만 파운드에 인수했다. 2012년 5월 28일, eOne은 골드만삭스 그룹과 인베스티스망 퀘벡으로부터 캐나다 영화 배급사 얼라이언스 필름스를 인수하겠다는 입찰을 제출했다. 이 거래는 2013년 1월 9일에 완료되어, eOne에게 와인스틴 컴퍼니, 라이언스게이트(10년 후 eOne을 인수할 회사), CBS 필름스, 필름디스트릭트, 포커스 피처스의 타이틀에 대한 캐나다 배급권을 부여했다. 2014년 5월 28일, eOne은 인터랙티브 에이전시 시크릿 로케이션에 대한 전략적 투자를 발표했다. 이 회사는 제임스 밀워드(사장, 총괄 프로듀서 겸 창립자), 피에트로 갈리아노(크리에이티브 디렉터 겸 SVP), 라이언 안달(기술 디렉터 겸 SVP)의 리더십 아래 독립적으로 계속 운영될 것이다. 2014년 6월 2일, eOne은 페이즈 4 필름스를 인수했다. 이 회사의 CEO인 베리 마이어로위츠는 eOne의 미국 영화 배급 사업 및 북미 가족 엔터테인먼트 사업 책임자로 임명되었다. 7월 17일, 이 회사는 페퍼니 엔터테인먼트를 인수했다. 2014년 8월 28일, eOne은 포스 포 엔터테인먼트를 인수했다.
2015년 1월 5일, eOne은 마크 고든의 자칭 스튜디오의 지분 51%를 인수했으며, 나중에 나머지 지분을 인수할 수 있는 옵션이 있었다. 이 인수는 eOne이 미국 내 입지를 강화하려는 노력의 일환이었다. 2015년 9월 9일, eOne은 모멘텀 픽처스 브랜드(이전에 얼라이언스 UK에서 사용됨)를 부활시키고 오리온 영화사와 "특정 극장 개봉" 및 대상 국제 개봉을 위한 영화를 공동 인수하는 다중 영화 계약을 체결했다고 발표했으며, 부수 및 디지털 배급에 중점을 두었다. 마윈 인베스트먼트 매니지먼트는 2015년 9월 16일 엔터테인먼트 원의 지분 18%를 캐나다 연금 투자 위원회(CPPIB)에 매각했다.
2015년 9월 30일, eOne은 미취학 아동 TV 시리즈 페파피그 제작으로 가장 잘 알려진 영국 애니메이션 스튜디오 애스틀리 베이커 데이비스의 지분 70%를 인수했다. 2015년 12월 16일, eOne, 스티븐 스필버그, 릴라이언스 엔터테인먼트, 참여 미디어는 공식적으로 앰블린 파트너스라는 합작 투자를 발표했다. eOne은 투자자로 참여했으며, 대부분의 영화는 유니버설 픽처스가 배급할 예정이었다.
2016년 1월 7일, eOne은 시에라 픽처스에 전략적 투자를 했다 2016년 1월 20일, 이 회사는 듀얼톤 뮤직 그룹을 인수했다. 2016년 3월 8일, eOne은 음악 녹음, 출판 및 아티스트 관리 회사인 라스트 갱을 인수했으며, 그 창립자인 크리스 테일러가 음악 부문 사장으로 회사에 합류할 것이라고 발표했다. 2016년, eOne은 논스크립트 제작 회사 레니게이드 83의 대주주 지분을 인수했다.
2016년 2월 24일, 엔터테인먼트 원은 20세기 폭스 홈 엔터테인먼트와 영국에서 eOne의 타이틀을 DVD 및 블루레이로 출시하는 홈 미디어 배급 계약을 체결했다. 2016년 8월 10일, eOne은 영국 텔레비전 방송사 ITV plc의 10억 파운드(13억 미국 달러) 인수 제안을 거부했다. eOne은 이 제안이 "근본적으로 저평가되었다"고 판단했다.
2016년 8월 17일, eOne은 미공개 금액으로 시크릿 로케이션을 완전히 인수할 것이라고 발표했다. 2016년 9월 12일, eOne은 영국 기반 음악 관리 회사 하드라이빙스 인수를 발표했다. 같은 해, eOne은 음악 관리 회사 너브를 인수했다. 2016년 9월 9일, eOne은 터커 툴리의 툴리 프로덕션스와 퍼스트 룩 공동 자금 조달 및 국제 배급 계약을 체결했다. 2016년, eOne은 올레(현재는 앤섬 엔터테인먼트)와 음악 카탈로그를 관리하기 위한 계약을 체결했다.

### 2017–2019
eOne은 2017년 영화 및 텔레비전 스튜디오를 단일 구조로 통합했는데, 이는 인수 및 "대규모 아웃풋 계약"보다는 제작 중심으로 사업을 재편하려는 노력의 일환이었다. 2017년 5월 17일, eOne은 전 뉴 리젠시 사장 겸 CEO인 브래드 웨스턴의 새로운 스튜디오 메이크레디와의 파트너십을 발표했으며, 주요 투자자로서 텔레비전 제작물에 대한 국제 배급권을 보유하게 되었다. 2018년 1월 29일, eOne은 더 마크 고든 컴퍼니의 나머지 49%를 인수했으며, 고든은 eOne의 새로운 영화, 텔레비전 및 디지털 부문 사장 겸 최고 콘텐츠 책임자로 임명되었다.
2018년 4월 9일, eOne은 영국 논스크립트 제작 회사 위즈 키드 엔터테인먼트를 인수했다. 그해 말, eOne은 제프리 캐천버그의 단편 디지털 콘텐츠 벤처 "NewTV"(2020년까지 퀴비로 재명명)에 대한 투자 라운드에 참여했다. 2019년 1월 8일, eOne의 호주 지사는 유니버설 픽처스와 호주 극장, 홈 비디오 및 공동 배급 권리 계약을 발표했으며, 이는 2019년 3월 19일에 종료되었다.
2019년 3월 5일, eOne의 베네룩스 지사는 빌코 볼퍼스와 카스파르 벤케바흐가 설립한 WW 엔터테인먼트로 이름을 변경했다. 그달 후반, eOne은 2019년 3월 20일 폭스가 월트 디즈니 컴퍼니에 인수된 후 20세기 폭스 홈 엔터테인먼트와의 홈 미디어 배급 계약을 종료했다. eOne은 유니버설 스튜디오 홈 엔터테인먼트와 호주, 캐나다, 독일, 스페인, 뉴질랜드, 미국, 영국에서 영화 및 텔레비전 시리즈의 홈 미디어 배급을 담당하는 계약을 체결했다. 이 계약은 5년 후 만료되었다.
2019년, eOne은 잉글랜드 기반의 논스크립트 프로그램 회사 데이지백 스튜디오스와 미국 논스크립트 프로그램 회사 블랙핀을 인수했으며, 창립자이자 CEO인 제노 맥더모트가 미국 대안 프로그래밍 사장으로 고용되었다. 또한 2019년, eOne 뮤직은 영화 및 텔레비전 음악 제작에 참여하는 영국 회사 오디오 네트워크를 2억 1,500만 달러에 인수했다.

### 해즈브로에 매각
2019년 8월 22일, 미국 완구 및 미디어 회사 해즈브로는 엔터테인먼트 원을 40억 달러에 인수하기로 합의했다고 발표했다. 스룹은 "창의성의 힘과 가치를 발휘"하려는 목표가 "해즈브로의 기업 목표와 일치한다"고 언급했으며, 해즈브로의 자산 및 상품화 능력에 접근함으로써 더욱 강화될 것이라고 말했다. eOne의 캐나다 사업은 캐나다 콘텐츠 분류 자격을 유지하는 방식으로 구조화될 것이다. 이 거래는 온타리오 주 고등법원의 승인을 받았다. 2019년 11월 21일, 영국 경쟁시장청(CMA)은 이 인수가 경쟁을 약화시킬지 여부를 판단하기 위해 영국 경쟁법에 따라 조사를 시작할 것이라고 발표했다. 매각은 2019년 12월 30일에 완료되었으며, eOne은 해즈브로의 완전 자회사가 되었고, 스룹은 해즈브로 CEO 브라이언 골드너에게 보고하며 eOne의 CEO로 남아있었다. 영국 CMA는 다음 달에 인수를 승인했다. 2020년 4월 30일, eOne이 트랜스포머 ONE 개발 중이라는 보도가 있었다.
인수 후, eOne은 마이 리틀 포니: 포니 라이프와 같은 해즈브로 자산 기반 콘텐츠에 대한 개발 및 국제 배급 역할을 맡기 시작했다. 가족 브랜드 책임자 올리비에 뒤몽은 이것이 "eOne은 그룹의 콘텐츠 부문이고, 해즈브로는 소비재 부문이라는 의미에서 매우 명확한 책임 분담"이라고 말했다. 2021년 2월 10일, eOne이 영화 및 텔레비전 직원 중 10%를 해고할 것이라고 발표되었다. 2021년 4월 26일, eOne은 음악 부문을 블랙스톤 그룹에 3억 8,500만 달러에 매각할 것이라고 발표했다. 이 인수는 2021년 6월에 완료되었으며, 그 후 MNRK 뮤직 그룹으로 재명명되었다.
2022년 6월 29일, 엔터테인먼트 원이 캐나다와 스페인에서 극장 배급 사업을 폐쇄하고 있으며, 캐나다에서는 소규모 해고가 이루어지고 있다고 보도되었다. 엔터테인먼트 원은 이 지역에서 비극장 배급을 위한 영화를 계속 인수하고 있다. 2022년 8월 22일, 해즈브로가 미디어 자산을 매각하거나 재편성하려 한다는 보도가 있었고, CEO 대런 스룹이 연말에 사임할 것이라고 발표되었다.

### 라이언스게이트로의 매각
2022년 11월 17일, 해즈브로는 "주요 프랜차이즈 브랜드에 대한 전략적 투자에 집중"하기 위한 계획의 일환으로 eOne의 영화 및 텔레비전 자산 대부분을 매각할 계획이라고 발표했다. 이 매각에는 해즈브로의 상품화 및 라이선스 사업에 통합되어 새로운 자회사인 해즈브로 엔터테인먼트를 설립한 eOne의 패밀리 & 브랜드 부문 자산은 제외되었다. 2023년 3월, 데드라인 할리우드는 라이언스게이트, 프리맨틀, 레전더리 엔터테인먼트가 주요 인수 후보에 올랐다고 보도했다. 캐나다에서 설립된 또 다른 영화 스튜디오인 라이언스게이트는 2015년에 모노폴리 보드 게임을 기반으로 한 영화를 올스파크 픽처스와 공동 제작하기로 해즈브로와 이전에 계약을 체결했다. 해즈브로는 나중에 2017년에 라이언스게이트를 인수하려고 시도했다.
다음 달, 프리맨틀은 회사가 지불할 의사가 있는 가격 이상으로 매각 가격이 치솟으면서 경쟁에서 철수했지만, CVC 캐피털 파트너스와 고디지털 미디어 그룹도 경쟁에 참여했다고 보도되었다. 2023년 4월 20일, 해즈브로가 CVC 캐피털 파트너스의 지원을 받아 회사를 다시 매입하려는 입찰을 한 트룹과 협상 중이라고 보도되었다. 2023년 7월, 데드라인은 라이언스게이트가 엔터테인먼트 원 인수의 선두 주자이며, 레전더리 엔터테인먼트와 고디지털이 여전히 잠재적 구매자이며, 트룹은 CVC와의 이전 시도가 실패한 후 회사를 다시 인수하기 위한 또 다른 입찰을 시도하고 있다고 보도했다. 2023년 7월, 엔터테인먼트 원이 영국에서 배급 사업을 중단하고 있으며, 해즈브로의 예산 삭감 및 정리 해고의 일환으로 영국 직원 해고도 이루어지고 있다고 보도되었다.
2023년 8월 3일, 해즈브로는 eOne의 엔터테인먼트 자산을 라이언스게이트에 5억 달러에 매각하기로 합의했다고 발표했다. 라이언스게이트는 현금 3억 7,500만 달러를 지불하고 1억 2,500만 달러의 제작 금융 대출을 인수한다. 이 거래는 2023년 12월 27일에 완료되었다. 인수 후 eOne은 'eOne 캐나다'로 리브랜딩되었으며(이전 해즈브로 소유 시절에도 사용했던 이름이다), eOne 필름스는 라이언스게이트 필름스의 일부가 되었고, eOne 텔레비전은 라이언스게이트 얼터너티브 텔레비전과 합병되었다.
2024년 6월 7일, eOne 캐나다가 '라이언스게이트 캐나다'로 리브랜딩되었다는 사실이 플레이백에 단독으로 공개되었다. 텔레비전 사장 조셀린 해밀턴은 인터뷰에서 "그것은 합리적이다. 라이언스게이트는 캐나다에 본사를 두고 있으며 이제 우리는 이를 더욱 강력하고 큰 기업으로 만들고 있다. 우리는 여전히 별도의 법인이며 캐나다 사업이다."라고 말했다. "eOne" 브랜드는 캐나다 외부에서 계속 사용된다.

## eOne 필름스
엔터테인먼트 원 필름스 Ltd.는 eOne 필름스라는 상호로 2007년에 설립되었다. 초기에 주로 국제 배급을 위한 영화 인수에 참여했던 eOne 필름스는 이후 자체 영화 제작 및 자금 조달에 자원을 집중했다.
라이언스게이트에 인수된 후 라이언스게이트 스튜디오로 분사 및 재편성된 후에도 eOne 필름스는 "엔터테인먼트 원" 브랜딩을 유지하는 유일한 법인이다.

### 역사
2012년에 회사는 CDN$2억 2,500만 달러에 얼라이언스 필름스를 인수할 것이라고 발표했으며, 이로 인해 메이플 픽처스와 모멘텀 픽처스의 자산도 보유하게 되었다. 또한 eOne은 2013년부터 2024년까지 미라맥스 라이브러리와 2005년 이전의 디멘션 필름스 라이브러리에 대한 캐나다 배급권을 처리했다.
2015년 5월 8일, eOne은 영화 제작 및 국제 판매 부서를 eOne 피처스라는 새로운 부서로 통합하고, 연간 6~8편의 영화를 자체 제작 및 자금 조달하는 것을 목표로 삼았다. 2015년 12월 16일, eOne이 앰블린 파트너스의 투자자가 될 것이라고 발표되었다. 2016년 9월 23일, 그자비에 돌란 감독의 eOne 배급 영화 단지 세상의 끝이 제89회 아카데미상의 아카데미 국제영화상 부문에서 캐나다 출품작으로 발표되었다.
2019년 1월 8일, 유니버설 픽처스는 eOne의 호주 및 뉴질랜드 자체 배급 부서를 인수했다. eOne은 2019년에 유니버설의 아카데미 작품상 수상작 그린 북을 배급했다. eOne은 또한 아카데미 작품상 수상작 스포트라이트와 아카데미 작품상 후보작 1917을 배급했다. 2020년 eOne은 영국에서 전체 시장의 약 15.3%를 차지하며 최고의 배급사였다.

## 작품

### 영화
- 인시디어스: 두번째 집 (2013)
- 인시디어스 3 (2015)
- 《스노우타임!》 (2015; 영어 버전)
- 저스트 겟팅 스타티드 (2017) (인듀런스 미디어와 공동 제작, 미국에서는 브로드 그린 픽처스가 배급)
- 스탠 & 올리 (2018)
- 《레이스타임》 (2018; 영어 버전)
- 와일드 로즈 (2019)
- 스케어리 스토리: 어둠의 속삭임 (2019) (라이언스게이트 및 CBS 필름스와 공동 제작)[99]
- 오피셜 시크릿 (2019) (IFC 필름스와 공동 제작)
- 하이, 젝시 (2019) (라이언스게이트 및 CBS 필름스와 공동 제작)
- 매리 (2019) (TT 엔터테인먼트와 공동 제작, RLJE 필름스가 배급)
- 미드웨이 (2019) (스튜디오 크레딧만, 라이언스게이트 및 센트로폴리스 엔터테인먼트와 공동 제작)
- 퀸 앤 슬림 (2019) (유니버설 픽처스, 메이크레디 및 브론 스튜디오스와 공동 제작)
- 백만 개의 작은 조각들 (2019) (더 픽처 컴퍼니 및 메이크레디와 공동 제작, 모멘텀 픽처스가 배급)
- 러브 앤 몬스터스 (2020) (파라마운트 픽처스 및 21 랩스 엔터테인먼트와 공동 제작)
- 크리스마스에는 행복이 (2020) (트라이스타 픽처스 및 템플 힐 엔터테인먼트와 공동 제작)
- 《어웨이크》 (2021) (넷플릭스와 공동 제작)
- 스네이크 아이즈: 지.아이.조 (2021) (스튜디오 크레딧만, 파라마운트 픽처스, 메트로 골드윈 메이어, 스카이댄스 미디어 및 디 보나벤투라 픽처스와 공동 제작)
- 푸른 호수 (2021) (스튜디오 크레딧만, 포커스 피처스 및 매크로와 공동 제작)
- 《컴 프롬 어웨이》 (2021) (정키아드 도그 프로덕션스, 래디컬미디어 및 알케미 프로덕션 그룹과 공동 제작)
- 릴리와 찌르레기 (2021)
- 극장판 마이 리틀 포니: 새로운 희망 (2021) (넷플릭스 및 볼더 미디어와 공동 제작)
- 클리포드 더 빅 레드 독 (2021) (파라마운트 픽처스, 더 케르너 엔터테인먼트 컴퍼니, 뉴 리퍼블릭 픽처스 및 스콜라스틱 엔터테인먼트와 공동 제작)[100]
- 딥 워터 (2022)
- 《올 더 올드 나이프스》 (2022)
- 미시즈 해리스 파리에 가다 (2022) (스튜디오 크레딧만; 히어로 스퀘어드, 슈퍼브 필름스 및 문리버 콘텐츠와 공동 제작; 미국에서는 포커스 피처스, 해외에서는 유니버설 픽처스가 배급)
- 오펀: 천사의 탄생 (2022) (파라마운트 플레이어스, 다크 캐슬 엔터테인먼트, 시에라/어피니티 및 이글 비전과 공동 제작; 미국에서는 파라마운트 픽처스, 영국에서는 시그니처 엔터테인먼트, 캐나다에서는 VVS 필름스가 배급)
- 더 우먼 킹 (2022) (트라이스타 픽처스, TSG 엔터테인먼트 II, 웰레 엔터테인먼트, 주비 프로덕션스 및 잭 블루 프로덕션스와 공동 제작)
- 던전 앤 드래곤: 도적들의 명예 (2023) (파라마운트 픽처스 및 시에라/어피니티와 공동 제작)
- 트랜스포머: 비스트의 서막 (2023) (스튜디오 크레딧만, 파라마운트 픽처스, 스카이댄스 미디어, 해즈브로, 뉴 리퍼블릭 픽처스 및 디 보나벤투라 픽처스와 공동 제작)
- 크리에이터 (2023) (리젠시 엔터프라이즈 및 배드 드림스와 공동 제작; 20세기 스튜디오를 통해 월트 디즈니 스튜디오스 모션 픽처스가 배급)
- 《아서 더 킹》 (2024) (라이언스게이트, 터커 툴리 엔터테인먼트, 마크 칸톤 프로덕션스 및 뮤니시펄 픽처스와 공동 제작)[101]
- 《덴 오브 시브스 2: 판테라》 (2025) (터커 툴리 엔터테인먼트 및 G-베이스와 공동 제작; 라이언스게이트가 배급)
- 《더스트 버니》 (미정) (썬더 로드 필름스와 공동 제작)[102]
- 클리포드 더 빅 레드 독 미정 속편 (미정) (더 케르너 엔터테인먼트 컴퍼니, 뉴 리퍼블릭 픽처스 및 스콜라스틱 엔터테인먼트와 공동 제작; 파라마운트 픽처스가 배급)[103]

### 가상 현실
아래는 시크릿 로케이션의 VR 게임 목록이다.
- 더 그레이트 C
- 트랜스포즈
- 웰컴 투 바켄
- 블라스터즈 오브 더 유니버스
- 블라스터즈 오브 더 유니버스 인피니티 포에버
- 패러노멀 페스트 패트롤
- 너프 얼티밋 챔피언십

## 인수 및 대상
런던 증권거래소의 AIM 하위 시장에 상장된 이후, eOne은 일련의 인수를 진행했으며, 이에 대한 타임라인은 다음과 같다.
- 2007년 6월 14일, eOne은 영국 최대의 TV 콘텐츠 배급사 중 하나인 컨텐더 엔터테인먼트 그룹(러버 덕 엔터테인먼트, 홍콩 레전드 및 프리미어 아시아 브랜드 포함)을 인수했다.[18] (현재 eOne UK로 운영)
- 2007년 8월 17일, eOne은 아직 공개되지 않은 금액에 세빌 엔터테인먼트 Inc.를 인수했다.[107] (현재 레 필름 세빌로 운영)
- 2008년 1월 9일, eOne은 네덜란드 기반의 배급사 RCV 엔터테인먼트를 인수했다.[23] (현재 eOne 베네룩스로 운영)
- 2008년 7월 4일, eOne은 TV 제작사 블루프린트 엔터테인먼트와 바르나-알퍼 프로덕션, 그리고 국내 배급사 오아시스 인터내셔널과 맥시멈 필름스를 인수했다.[108] (바르나-알퍼는 현재 eOne 텔레비전으로 운영 중이며, 맥시멈 필름스는 eOne 필름스 캐나다로 합병되었고, 맥시멈 필름 인터내셔널은 레 필름 세빌로 합병되었으며, 나머지 모든 회사는 폐쇄되었다.)
- 2011년 4월 12일, eOne은 호주 배급사 홉스코치를 1,290만 파운드에 인수했다.[26] (현재 eOne 호주로 운영)
- 2013년 1월 22일, eOne은 얼라이언스 필름스를 인수했다.[109]
- 2014년 6월 2일, eOne은 페이즈 4 필름스를 인수했다.[30]
- 2014년 7월 17일, eOne은 패퍼니 엔터테인먼트를 인수했다.
- 2014년 8월 28일, eOne은 포스 포 엔터테인먼트를 인수했다.[31]
- 2014년 5월, eOne은 인터랙티브 에이전시 시크릿 로케이션에 전략적 지분 투자를 했으며, 나중에 완전한 통제권을 확보했다.[110]
- 2015년 1월, eOne은 더 마크 고든 컴퍼니의 51% 지분을 인수했다. 2018년 1월 30일에 나머지 49%를 인수했다.[111]
- 2015년 9월 30일, eOne은 애니메이션 스튜디오 애슬리 베이커 데이비스의 통제권을 인수했다.[112]
- 2018년 3월 26일, eOne은 2016년 스티븐 쇼가 설립한 라이브 엔터테인먼트 회사인 라운드 룸 엔터테인먼트를 인수했다.[113]
- 2018년 4월 9일, eOne은 엑스 온 더 비치를 제작한 영국 기반의 위즈 키드 엔터테인먼트의 70% 지분을 인수했다.[114]
- 2019년 4월 11일, eOne은 영화, 텔레비전, 광고 및 디지털 미디어에 사용되는 오리지널 음악의 독립 제작자 및 발행사인 영국 기반의 오디오 네트워크를 인수했다.[115]
- 2019년 7월 11일, eOne은 영국의 사실 기반 제작사 데이지벡 스튜디오를 인수했다.[116]
- 2019년 9월 12일, eOne은 미국 기반의 논픽션 콘텐츠 제작사 블랙핀을 인수했다.[117]

## 폐쇄된 사업부

### 텔레비전
eOne 텔레비전(이전 명칭: 바르나-알퍼 프로덕션스)은 1980년에 라즐로 바르나와 로라 알퍼가 설립한 온타리오주 토론토에 기반을 둔 텔레비전 제작사이다. 2005년 4월, 이 회사는 배급 부서인 바르나-알퍼 릴리징을 출범했다. 엔터테인먼트 원은 텔레비전 제작 및 배급 역량을 확장하기 위해 2008년 7월 4일에 바르나-알퍼 프로덕션스 Inc., 블루프린트 엔터테인먼트, 그리고 배급사 오아시스 인터내셔널을 인수했다. 회사 전체의 리브랜딩의 일환으로 이 세 회사는 2009년 1월 22일에 E1 텔레비전으로 통합되었다.
eOne 및 그 자회사들이 배급하거나 제작한 주목할 만한 텔레비전 시리즈로는 일라나 프랭크가 제작한 세 시리즈인 버든 오브 트루스, 루키 블루 및 세이빙 호프, 비튼, 《더 북 오브 니그로스》, 《보더 시큐리티: 캐나다 프론트 라인》, 《콜 미 피츠》, 《카디널》, 크리미널 마인드, 지정생존자, 헤이븐, 《클론다이크》, 《메리 킬즈 피플》, 《네이키드 앤 어프레이드》, 《프라이베이트 아이즈》, 루키, 《시에스타 키》, 워킹 데드, 그리고 HBO 시리즈 헝, AMC네트웍스와 함께 홀트 앤 캐치 파이어부터 오리지널 스크립트 제작물의 국제 배급을 담당하는 런이 있다. 이 계약은 eOne이 제작한 《헬 온 휠스》와 워킹 데드의 국제 배급에 대한 기존 협약을 확장했다. 이 계약은 2019년 5월 8일에 종료되었지만 (AMC는 이후 자체 배급 사업을 확장했지만), 기존 시리즈와 워킹 데드 및 피어 더 워킹 데드의 국제 배급은 계속 처리할 것이다.
엔터테인먼트 원의 텔레비전 자산은 2024년 1월 9일에 라이언스게이트 텔레비전으로 통합되었고, 캐나다 내외의 텔레비전 프로그램 제작을 위해 각각 라이언스게이트 캐나다와 라이언스게이트 얼터너티브 텔레비전이 그 뒤를 이었다.

### 패밀리 & 브랜드
eOne의 패밀리 & 브랜드 부문은 주로 지식 재산권 개발, 배급, 라이선스, 마케팅을 포함한 가족 지향적인 지식 재산권을 다루었다. 이 부문은 소매 판매, 라이선스 계약 및 방송사에 대한 프로그램 판매로 성장세를 보였으며, 2018년 5월 21일에는 2억 200만 달러의 수익을 기록했다. 이는 전년 대비 28% 증가한 수치이며, 페파피그와 출동! 파자마 삼총사만으로 각각 1억 1,490만 달러와 7,580만 달러를 기록했다. 해즈브로의 eOne 인수 이후, 이 부문은 해즈브로의 IP 포트폴리오 및 라이선스 사업에 통합되었다.

### 가상 현실
2014년에 회사에 투자한 후, eOne은 2016년에 가상 및 증강 현실 경험을 전문으로 하는 토론토 기반의 디지털 콘텐츠 스튜디오 시크릿 로케이션을 인수했다. 2015년에 시크릿 로케이션은 드라마 시리즈 슬리피 할로우의 연계 작품으로 "최고의 사용자 경험 및 시각 디자인" 부문에서 프라임타임 크리에이티브 아츠 에미상을 수상했다.
2020년에 이 스튜디오의 첫 VR 영화 《더 그레이트 C》는 2020년 칸 XR 영화제에서 최우수 시네마틱 VR 경험 부문 포지트론 비저너리 상을 수상했다. 같은 해, 시크릿 로케이션은 캐나다 영화 및 텔레비전 아카데미에서 우수 미디어 혁신상을 수상했다.

## 현재 및 이전 이름과 로고
2010년 7월 16일에 도입된 회사 로고는 토론토 기반의 퍼셀 디자인이 디자인했다. 2015년 9월 8일 토론토 국제 영화제에서 엔터테인먼트 원은 로고가 새로워졌다고 발표했다.

엔터테인먼트 원 (2010–2015)
엔터테인먼트 원 (2015–2024, eOne 필름스에서 여전히 사용 중)
대체 버전 (2015–2024, eOne 필름스에서 여전히 사용 중)
라이언스게이트 캐나다 (2024–현재)